# Comité des pesticides d'Afrique centrale
 (juin 2016).
Si vous disposez d'ouvrages ou d'articles de référence ou si vous connaissez des sites web de qualité traitant du thème abordé ici, merci de compléter l'article en donnant les références utiles à sa vérifiabilité et en les liant à la section « Notes et références ».
 (juin 2016).
Le Comité des pesticides d'Afrique centrale (CPAC) est un organisme interétatique sous régional chargé de l’homologation commune des pesticides en zone CEMAC (Communauté économique et monétaire de l'Afrique centrale).
L’initiative CPAC est une manifestation de la volonté politique des états membres de se mettre ensemble pour l’assainissement de la filière agricole en zone CEMAC.
L'Acte Additionnel N°07/CEMAC-CCE-11 du 25 juillet 2012 érige le CPAC en Institution Spécialisée de l'UEAC (Union Economique de l'Afrique Centrale).
Le siège est fixé à Yaoundé au Cameroun par le même Acte Additionnel.

## Composition
- 3 experts par État membre de la Communauté économique et monétaire de l'Afrique centrale (CEMAC)
- les représentants chargés de l’homologation commune des pesticides en zone CEMAC :
  - de la Commission de la CEMAC
  - du CPI-UA
  - de la Food and agriculture organization (FAO)
  - de l’Organisation mondiale de la santé